# 新田國夫
新田 國夫（にった くにお、1944年11月25日 - ）は、日本の医師。全国在宅療養支援診療所連絡会会長、NPO在宅ケアを支える診療所・市民全国ネットワーク理事、国立市医師会会長、北多摩医師会副会長、明治大学兼任講師。

## 経歴
- 岐阜県出身[1]
- 1967年 早稲田大学第一商学部卒業
- 1979年 帝京大学医学部卒業、帝京大学医学部付属病院第一外科入局
- 1983年 新行徳病院外科部長
- 1990年 医療法人社団つくし会新田クリニック開院

## 編著書
- 家で死ぬための医療とケア―在宅看取り学の実践（医歯薬出版）2007年
- 口から食べる”を支える―在宅でみる摂食・嚥下障害、口腔ケア（南山堂）2010年

## 共著
- メディカルタウンの住まい方（30年後の医療の姿を考える会）2011年

## メディア出演
- 「クローズアップ現代」（NHK）[3]
- 「あさイチ」（NHK）[4]